# Держава Шейбанідів
Держава Шейбанідів (узб. Shayboniylar davlati) — назва, яка використовується деякими істориками по відношенню до Бухарського ханства, на території Мавераннахра й Південного Туркестану, і заснована в 1500 році Мухаммедом Шейбані з узбецької династії Шейбанідів. Династія правила аж до 1601 року.
Мухаммед Шейбані у 1499 році почав завоювання Мавереннахра і в 1500—1501 роках, завоювавши Самарканд, оголосив його столицею своєї держави. А в 1507 році остаточно встановив свою владу над усім Мавереннахром і Хорасаном. У 1510 році війська Мухаммеда Шейбані розбиті під Мервом іранським шахом Ісмаїлом I Сафаві, а самого його вбито.
Останній правитель династії Шейбанідів Пірмухаммед-хан II не зміг впоратися з анархією, що настала, і незабаром загинув у міжусобній боротьбі.
Епоха правління Шейбанідів характеризується розквітом. При них споруджені одні з унікальних шедеврів середньовіччя: Архітектурні пам'ятки Узбекистану.

### Населення і мови
Немає достовірних даних про чисельність населення держави. За припущеннями, у державі проживало в середньому кілька мільйонів чоловік. Згідно з дослідженнями, число переселених кочових узбеків Мавераннахра на початку XVI століття склало від 300 до 500 тисяч. Національний склад був досить змішаним. У містах проживало в основному персомовне населення. Більшість дехкан (селян) також була тюркомовною й персомовною. Частина з них називали себе узбеками, «таджиками», туркменами, казахами, персами, арабами. Перська мова вважалася мовою діловодства, інтелігенції, культури, поезії і частково релігії. У державі також проживала переважна більшість тюркомовних тюрків, частина яких називала себе «узбеками», казахами, туркменами, арабами, тюрками, також як і правляча династія держави — Шейбаніди. Тюркська мова була в основному мовою діловодства, палацу, поезії, військової справи, а також основною мовою численного війська держави, кістяк якого складали тюрки-узбеки. Також значну роль у державі відігравала арабська мова, яка була основною мовою релігії. У другій половині XVI століття на території держави Шейбанідів згадуються такі узбецькі племена як: ширін, кераїт, катаган, алчін, хітай, мінг, бахрін, джалаїр, утарчі, канглі, кунграти, дурмани, кушчі, маджари, кенагаси.

## Історія й поезія
При правлінні Абдулатіф-хана в офіційній документації використовувалася не тільки перська, але й узбецька мова.
В епоху Шейбанідів розвивалася поезія, література і історія азербайджанською мовою. Деякі з шейбанідів були відомими поетами. Серед тюркських істориків можна виділити Абдулла Насруллахі. Шейбані-хан захоплювався поезією і писав вірші азербайджанською мовою. До наших днів дійшла збірка його віршів. Є дані джерел, що Шейбані-хан писав вірші і тюркською, і перською мовами. Диван віршів Шейбані-хана, написаний середньоазійською тюркською літературною мовою наразі зберігається в фонді рукописів Топкапи в Стамбулі. Він складається зі 192 сторінок. Рукопис його філософсько-релігійного твору «Бахр ул худо», написаний середньоазійською тюркською літературною мовою у 1508 році, зберігається в Лондоні. Шейбані-хан писав вірші під псевдонімом «Шибані». Шейбані-хан написав прозовий твір під назвою «Рісале-йі мааріф-і Шейбані». Він написаний чагатайською мовою 1507 року, незабаром після захоплення ним Хорасана, і присвячений синові, Мухаммаду Тимуру (рукопис зберігається у Стамбулі). Убайдулла-хан був дуже освіченою людиною, майстерно декламував Коран і забезпечив його коментарями азербайджанською мовою, був обдарованим співаком і музикантом. З ім'ям Убайдулла-хана пов'язана освіченість найзначнішого придворного літературного кола в Мавераннахрі першої половини XVI століття. Убайдулла сам писав вірші тюркською, перською і арабською мовами під літературним псевдонімом Убайдій. До нас дійшла збірка його віршів.
Убайдулла-хан є автором таких дидактичних поем як «Сабрнома», «Шавкнама» і «Гайратнама». Його своєрідний шлях у літературі полягає у включенні до своєї творчості літературних жанрів хікмат і йар-йар. Він написав коментар до Корану азербайджанською мовою. Його вважають засновником першої справжньої кітабхане в Бухарі, у стінах якої створено своєрідний бухарський стиль мініатюрного живопису. Він розвинувся при спадкоємцях Убайдулли-хана і отримав назву Бухарської школи.
До нас дійшов список його вірші тюркською мовою «Диван-і Убайді» (рукопис зберігається в Лондоні, у Британському Музеї), переписаний за його вказівкою знаменитим мератський каліграфом Султан-Алі Машхаді. Перу Убайдулли належить тафсір, написаний середньоазійською тюркською мовою, «Кашшаф-і фазаїл» («Тлумач мудрості»), а в рукописному фонді Інституту Сходознавства Республіки Узбекистан зберігається список «Куллійат-і Убайді», що містить вірші Убайдулли арабською, перською та азербайджанською мовами.

### Релігія
Шейбаніди, як і більша частина населення Мавераннахра, дотримувалися сунітського мазхаба ісламу. У державі існувало чимало прихильників суфізму, а також різних тарикатів, особливо тарикатів Яссавія і Накшбандія. Шейбаніди вважали себе «захисниками справжнього ісламу» і вороже ставилися до шиїзму, який у 1501 році став панівним у сусідній Державі Сефевідів. Через релігійні протиріччя держави Шейбанідів і Сефевідів практично за весь час існування ворогували і змагалися між собою. З 1510 року по 1570 рік між цими державами і династіями відбулося кілька десятків зіткнень і битв. Сефевіди намагалися покінчити з Шейбанідами і затвердити шиїтський іслам у Мавераннахрі, а Шейбаніди, навпаки, оборонялися, намагаючись зберегти сунізм у Хорасані.

### Зовнішня політика
Головним геополітичним і релігійним суперником і ворогом Шейбанідів була Держава Сефевідів, де панував шиїзм. Незважаючи на те, що в обох державах домінуючою мовою була перська, а на чолі держав стояли тюркські тюркомовні династії, відносини між цими двома державами залишалися напруженими тільки через релігійні відмінності та протиріччя.
З Державою Сефевідів із заходу змагалася Османська імперія, з якою у Держави Шейбанідів склалися міцні дипломатичні зв'язки і союзницькі відносини. Османська імперія підтримувала Шейбанідів у їхній боротьбі за панування в Хорасані, який займав крайню північно-східну частину Держави Сефевідів, і не потрапляв в орбіту геополітичних домагань Османської імперії. Між державами курсували каравани і купці, у двори до обох правителів прибували посли.
З північно-західним сусідом — з Державою Хорезм відносини складалися по-різному. У різні періоди вони то поліпшувалися, то погіршувалися через різні події та чинники. Також Шейбаніди підтримували відносини з Імперією Мін. Є достовірні відомості про прибуття у 1536 році шейбанідських послів до двору імператора Чжу Хоуцун. Підтримувалися теплі відносини з Казахським ханством, а також відносини з Державою Ширваншахів.

## Шейбаніди і сприйняття особистості Тимура
Хоча Шейбаніди належали до іншої династії, особистість Тимура сприймалася ними як великого правителя в історії Турана і деякі з них намагалися бути схожими на нього. Наприклад, літописець Абдулла-хана Хафіз Таниш Бухарі писав про похід 1582 року: "Повелитель [Абдаллах-хан], величний, як небо, піднявся на вершину тієї гори (гори, де був Тимур у 1391 році) і осягнув поглядом безмежний простір, довжину і ширину якого знає [тільки] господь. [Хан] стояв [тут] того дня до полуденного намазу і направив свої помисли на те, щоб воїни зібрали багато каменів і побудували на цій високій величній місцевості високу мечеть, щоб на сторінках часу закарбувалася пам'ять про високі діяння і славні справи того могутнього падишаха, подібно до того, як государ, чиє місце в раю, полюс світу і віри Емір Тимур-курекан, милість та благословення над ним, під час походу проти Тохтамиша-хана дійшов до Улуг-Тага, протягом одного дня на вершині його піднімав прапор стоянки і наказав славному війську зібрати багато каменів з околиць і спорудити будівлю, що нагадує мінарет. Каменотеси накреслили [на ньому] дату перебування його величності в цій місцевості. . . ".

## Правителі Мавераннахра з узбецької династії Шейбанідів
| титул | правитель | період          |
| --- | --- | --------------- |
| They were the descendants of Shiban, fifth son of Jochi ruling in Western Siberia . Later a major faction split and made a dash for Transoxiana and adopted the name Uzbek (Ozbeg) after their famous Khan, Uzbeg Khan . The faction that remained behind in Siberia created the Khanate of Sibir and lasted until the 16th century. | |                 |
| Хан خان Абу-ль-Фатх ابو الفتح | Шах-Бахт Мухаммед ібн Шах-Будаг ібн Абулхайр-хан محمد شایبک خان ابن شاہ بداغ خان ابن ابو الخیر خان                   | 1500-1510 °C.E. |
| Верховний хан خان العليا | Суюнчходжа ібн Абулхайр-хан سوينخوخا خان بن أبو الهير خان                                                            | 1511-1512 °C.E. |
| Верховний хан خان العليا | Кучкунджі ібн Абулхайр-хан کچھکنجو محمد بن ابو الخیر خان                                                             | 1512-1530 С.E.  |
| Верховний хан خان العليا Музаффар ал-Дін مظفر الدین | Абу Саїд-хан ібн Кучкунджі ібн Абулхайр-хан ابو سعید بن کچھکنجو                                                      | 1530-1533 °C.E. |
| Верховний хан خان العليا Абуль-Гази ابو الغازی | Убайдулла ібн Махмуд ібн Шах-Будаг ібн Абулхайр-хан عبید الله بن محمود بن شاه بداغ                                   | 1533-1540 °C.E. |
| Верховний хан خان العليا | Абдуллах ібн Кучкунджі ібн Абулхайр-хан عبد الله بن کچھکنجو                                                          | 1540 °C.E.      |
| Верховний хан خان العليا | Абдуллатіф ібн Кучкунджі ібн Абулхайр-хан عبد اللطیف بن کچھکنجو                                                      | 1540-1551 °C.E. |
| Верховний хан خان العليا | Навруз Ахмад ібн Суюнчходжа ібн Абулхайр-хан نوروز احمد بن سنجق بن ابو الخیر خان                                     | 1551-1556 °C.E. |
| Верховний хан خان العليا | Пірмухаммад ібн Джанібек ібн Ходжа Мухаммад ібн Абулхайр-хан پیر محمد خان بن جانی بیگ                                | 1556-1561 °C.E. |
| Верховний хан خان العليا | Іскандар ібн Джанібек ібн Ходжа Мухаммад ібн Абулхайр-хан اسکندر بن جانی بیگ                                         | 1561-1583 °C.E. |
| Верховний хан خان العليا Buzurg Khan بزرگ خان Abdullah Khan Uzbek عبد الله خان ازبک | Абдуллах ібн Іскандар ібн Джанібек ібн Ходжа Мухаммад ібн Абулхайр-хан عبد الله خان بن اسکندر                        | 1583-1598 °C.E. |
| Хан خان | Абдулмумін ібн Абдуллах ібн Іскандар ібн Джанібек ібн Ходжа Мухаммад ібн Абулхайр-хан عبد المومن بن عبد الله خان     | 1598 °C.E.      |
| Хан خان | Пірмухаммад ібн Сулейман ібн Джанібек ібн Ходжа Мухаммад ібн Абулхайр-хан پیر محمد خان بن سلیمان خان بن جانی بیگ بیگ | 1598-1601 °C.E. |
| Khanate of Bukhara taken over by a new dynasty called the Janids also known as Toqay -Temurids (descendants of Khans of Astrakhan). | |                 |

- Blue Row Signifies progenitor chief.
- Khans of significance highlighted in Bold.